# Голуб антильський
Го́луб антильський (Patagioenas inornata) — вид голубоподібних птахів родини голубових (Columbidae). Мешкає на Карибах.

## Опис
Довжина птаха становить 38-41 см, вага 250 г. Виду не притаманний статевий диморфізм. Голова, шия і нижня частина тіла темно-каштанові з пурпуровим відтінком, боки і гузка сизі. Спина, надхвістя, верхні покривні пера крил і хвоста сизі, на крилах є білі плями, махові пера мають білі края. Хвіст чорнуватий. Очі білуваті, окаймлені пурпуровими кільцями. Дзьоб довгий, тонкий, чорнуватий, лапи темно-червоні. Моліді птахи мають більш темне, бурувате забарвлення, очі у них темні.

## Поширення і екологія

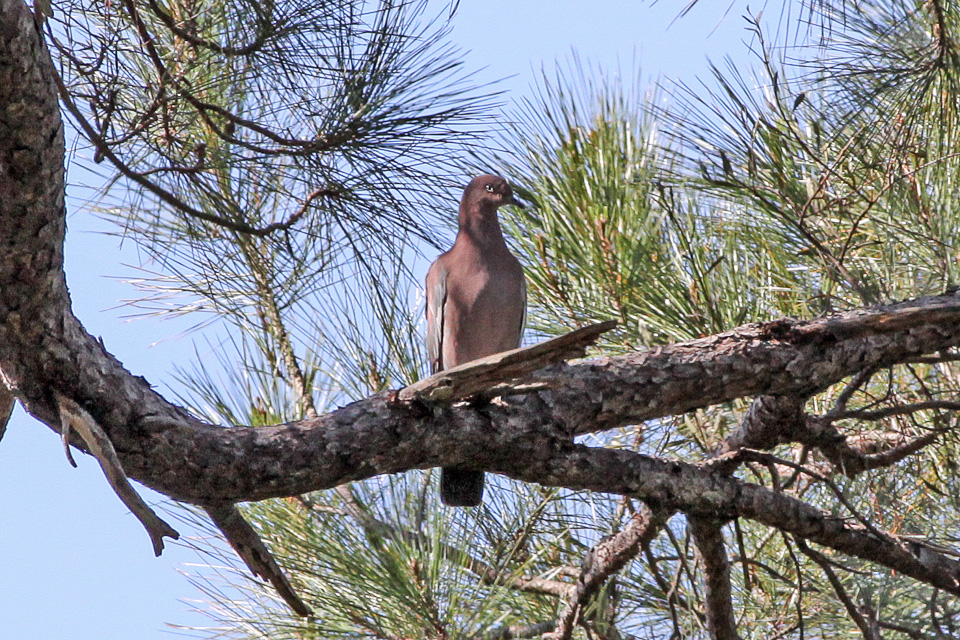
Антильський голуб (Сьєрра-де-Баоруко, Домініканська Республіка)

Ареал антильських голубів є фрагментованим. Вони локально поширені на Кубі (зокрема на півострові Гуанахакабібес, на болоті Сапата,в горах Сьєрра-де-Нахаса, в околицях Гуантанамо і на сусідньому острові Ісла-де-ла-Хувентуд), на Ямайці, на острові Гаїті та на Пуерто-Рико. На Кубі антильські голуби віддають перевагу рівнинним тропічних лісам, рідколіссям і саванам, а також болотам і мангровим лісам. На Ямайці вони натомість віддають перевагу гірським тропічним лісам, хоча сас від часу також мігрують в долини. На Гаїті вони живуть переважно в гірських соснових лісах, а в Домінікінські Республіці також в сухих склерофітних лісах і мангрових заростях. На Пуерто-Рико антильські голуби живуть у вторинних лісових масивах і на відкритих луках. Імовірно, раніше антильські голуби мешкали в різноманітних лісах і лісових масивах, однак внаслідок знищення природного середовища вони були витіснені у незаймані райони.
Антильські голуби зустрічаються переважно невеликими зграйками, під час негніздового періоду можуть утворювати великі зграї. Вони живляться плодами, ягодами, насінням, пагонами, листям і Кітками. На Кубі і Ямайці сезон розмноження у цих птахів триває з квітня по липень, на Пуерто-Рико вони розмножуються протягом всього року. Гніздо являє собою просту платформу з гілочок, розміщується на дереві, в чагарникових або мангрових заростях. В кладці два яйця, на Пуерто-Рико одне яйце. Інкубаційний період триває 13-15 днів, пташенята покидають гніздо через 21-23 дні після вилуплення.

## Збереження
МСОП класифікує стан збереження цього виду як близький до загрозливого. За оцінками дослідників, загальна популяція антильських голубів становить від 1500 до 6100 птахів. Їм загрожує знищення природного середовища і полювання. У 1970-х роках пуерто-риканська популяція антильських голубів опинилася на межі зникнення, однак її вдалося відновити і наразі вона нараховує кілька тисяч птахів.